# András Sike
András Sike, né le 18 juillet 1965, est un lutteur hongrois spécialisé dans la lutte gréco-romaine. Il a remporté aux Jeux olympiques d'été de 1988 à Séoul la médaille d'or en poids coqs.

## Palmarès
- Médaillé d'or en poids coqs aux Jeux olympiques d'été de 1988 à Séoul ( Corée du Sud)